# Porphytoma dives
Porphytoma dives là một loài bọ cánh cứng trong họ Chrysomelidae. Loài này được Karsch miêu tả khoa học năm 1881.